# Блідет
Блідет (араб. البليدات) — село в Тунісі, у вілаєті Кебілі. 
Населений пункт розташований в південно-західній частині країни, на відстані 20 км від адміністративного центру. 
Основний вид діяльності населення — сільське господарство.